# バージル・オルティス・ジュニア
バージル・オルティス・ジュニア（Vergil Ortiz Jr、1998年3月25日 - ）は、アメリカ合衆国のプロボクサー。テキサス州ダラス出身。現WBC世界スーパーウェルター級暫定王者。

## 来歴

### アマチュア時代
2015年1月、全米ユース選手権にライト級(60kg)で出場し、1回戦でライアン・ガルシアに敗退した。
2016年5月、ナショナル・ゴールデン・グローブにライトウェルター級(64kg)で出場し決勝でフランク・マーティンに敗退した。

### プロ時代

#### ウェルター級
2016年7月30日、プロデビュー。
2018年2月22日、インディオのファンタジー・スプリングス・リゾート・カジノでヘスス・アルバレス・ロドリゲスとNABF北米スーパーライト級ジュニア王座決定戦を行い、3回2分23秒TKO勝ちを収め王座を獲得した。
2018年6月23日、ロサンゼルスのべラスコ・シアターで元IBF世界スーパーフェザー級王者フアン・カルロス・サルガドと対戦し、3回1分52秒KO勝ちを収めた。
2019年5月4日、ラスベガスのT-モバイル・アリーナにてサウル・アルバレス対ダニエル・ジェイコブスで元WBA世界スーパーライト級暫定王者マウリシオ・ヘレーラと対戦し、3回29秒KO勝ちを収めた。
2019年8月10日、グランドプレーリーのシアター・アット・グランドプレーリーでアントニオ・オロズコとWBAゴールド・世界ウェルター級王座決定戦を行い、6回2分16秒TKO勝ちを収め王座を獲得した。
2019年12月13日、インディオのファンタジー・スプリングス・リゾート・カジノでブラッド・ソロモンとWBAゴールド・世界ウェルター級タイトルマッチを行い、5回2分22秒TKO勝ちを収め初防衛に成功した。
2020年7月24日、インディオのファンタジー・スプリングス・リゾート・カジノでサムエル・バルガスとWBAゴールド・世界ウェルター級タイトルマッチを行い、7回2分58秒KO勝ちを収め2度目の防衛に成功した。なお、トレーナーのロベルト・ガルシアが新型コロナウイルスの陽性反応が出たため試合のセコンドに就けず、代わりに父親のバージル・オルティス・シニアがチーフセコンドに就いた。
2021年3月20日、テキサス州フォートワースのディッキーズ・アリーナで元WBO世界スーパーライト級王者のモーリス・フッカーとWBOインターナショナルウェルター級王座決定戦を行い、6回にボディブローからのラッシュでダウンを奪うと、続く7回にフッカーが右手を負傷したような素振りを見せてリング上にしゃがみ込むとレフェリーが試合をストップ。7回36秒TKO勝ちで王座獲得した。フッカーの右手は試合後に骨折していたことが判明した。
2022年3月19日、マイケル・マッキンソンとの対戦が予定されていたが、4日前の3月15日にオルティス・ジュニアが横紋筋融解症と診断されたため欠場することが発表された。
2023年3月18日、WBA世界ウェルター級レギュラー王者エイマンタス・スタニオニスとの対戦が予定されていたが、1月にスタニオニスが急性虫垂炎となり緊急手術を受けたため延期となった。
2023年4月29日、WBA世界ウェルター級レギュラー王者エイマンタス・スタニオニスとの対戦が予定されていたが、オルティス・ジュニアの横紋筋融解症が再発したため延期になったことが一ヶ月前の同年3月29日に発表された。
2023年7月8日、WBA世界ウェルター級レギュラー王者エイマンタス・スタニオニスとの対戦が予定されていたが、オルティス・ジュニアが失神して病院へ搬送されたため延期になったことが試合2日前の7月6日に発表された。

#### スーパーウェルター級
2024年1月6日、1年5ヶ月ぶりの復帰戦ならびにスーパーウェルター級転向戦としてラスベガスのヴァージン・ホテルズ・ラスベガスで、フレデリック・ローソンとスーパーウェルター級の規定体重より2ポンド重い156ポンド契約12回戦を行い、レフェリーストップにより初回2分33秒TKO勝ちを収め再起に成功した。しかし、ベテランレフェリーのトニー・ウィークスがローソンにほとんどダメージが見られなかったにもかかわらずあまりにも早すぎる試合ストップは、観客からブーイングが飛び交い、テレビの実況陣からも批判されるなど物議を醸した。ウィークスは試合後にフェイスブックで「ローソンは脳のスキャンで動脈瘤が2回見つかり、3回目のスキャンで合格した」と試合を早くストップした理由を釈明する投稿をしたが、試合を管轄したネバダ州アスレチック・コミッションはウィークスのこの主張を否定する声明を出した。ウィークスはこの試合の8か月前のロランド・ロメロ対イスマエル・バローゾのWBA世界スーパーライト級王座決定戦においても不可解かつ早すぎるレフェリーストップを行い批判を受けていた。
2024年4月27日、カリフォルニア州フレズノのセーブマート・センターでホセ・ラミレス対ランセス・バルテレミーのセミファイナルでトーマス・デュロルメと対戦し、初回2分39秒KO勝ちを収めた。
2024年8月3日、カリフォルニア州ロサンゼルスのBMOスタジアムで元WBO世界スーパーウェルター級王者でWBC・WBO世界同級1位のティム・チューとノンタイトルで対戦する予定だったが、チューがセバスチャン・フンドラ戦で負った額の傷の回復が遅れ、十分なトレーニングキャンプを確保できないことから中止となった。

##### 世界王座獲得
2024年8月10日、ラスベガスのミケロブ・ウルトラ・アリーナでWBC世界スーパーウェルター級暫定王者のセルヒイ・ボハチュクとWBC暫定世界同級タイトルマッチを行い、初回と8回に1度ずつ、計2度ダウンを奪われるも12回2-0（113-113、114-112×2）の判定勝ちを収め、プロデビュー以来継続していた連続KO試合記録は21試合で途切れたものの暫定ながら自身初の世界王座獲得に成功した。
2025年2月22日、サウジアラビア・リヤドのANBアリーナにてアルツール・ベテルビエフ対ディミトリー・ビボル第2戦の前座で元WBA世界スーパーウェルター級王者およびWBC世界同級2位のイスラエル・マドリモフとWBC暫定世界同級タイトルマッチを行い、12回3-0（117-111、115-113×2）の判定勝ちを収め初防衛に成功した。

## 戦績
- プロボクシング：23戦 23勝 (21KO) 無敗

| 戦           | 日付           | 勝敗 | 時間    | 内容     | 対戦相手                       | 国籍           | 備考                                                   |
| ------------ | -------------- | ---- | ------- | -------- | ------------------------------ | -------------- | ------------------------------------------------------ |
| 1            | 2016年7月30日  | ☆    | 1R 1:37 | KO       | フリオ・ロダス                 | アメリカ合衆国 | プロデビュー戦                                         |
| 2            | 2016年9月17日  | ☆    | 1R 0:40 | KO       | アーネスト・ヘルナンデス       | アメリカ合衆国 |                                                        |
| 3            | 2016年12月16日 | ☆    | 1R 3:00 | KO       | ネストール・ガルシア           | メキシコ       |                                                        |
| 4            | 2017年1月28日  | ☆    | 1R 1:26 | KO       | イスラエル・ビジェラ           | メキシコ       |                                                        |
| 5            | 2017年5月5日   | ☆    | 3R 1:44 | TKO      | アンヘル・サリナナ             | メキシコ       |                                                        |
| 6            | 2017年6月17日  | ☆    | 1R 2:09 | TKO      | リカルド・フェルナンデス       | メキシコ       |                                                        |
| 7            | 2017年9月16日  | ☆    | 2R 1:22 | TKO      | セサール・ヴァレンズエラ       | メキシコ       |                                                        |
| 8            | 2017年11月16日 | ☆    | 1R 0:21 | TKO      | エバンドロ・カバヘリオ         | ブラジル       |                                                        |
| 9            | 2018年2月22日  | ☆    | 3R 2:23 | TKO      | ヘスス・アルバレス・ロドリゲス | メキシコ       | NABF北米スーパーライト級ジュニア王座決定戦             |
| 10           | 2018年6月23日  | ☆    | 3R 1:52 | KO       | フアン・カルロス・サルガド     | メキシコ       |                                                        |
| 11           | 2018年9月15日  | ☆    | 2R 1:03 | TKO      | ロベルト・オルティス           | メキシコ       |                                                        |
| 12           | 2019年1月26日  | ☆    | 5R 終了 | TKO      | ヘスス・バルデス・アランヤン   | メキシコ       |                                                        |
| 13           | 2019年5月4日   | ☆    | 3R 0:29 | KO       | マウリシオ・ヘレーラ           | アメリカ合衆国 |                                                        |
| 14           | 2019年8月10日  | ☆    | 6R 2:16 | TKO      | アントニオ・オロズコ           | メキシコ       | WBA世界ウェルター級ゴールド王座決定戦                  |
| 15           | 2019年12月13日 | ☆    | 5R 2:22 | TKO      | ブラッド・ソロモン             | アメリカ合衆国 | WBAゴールド防衛1                                       |
| 16           | 2020年7月24日  | ☆    | 7R 2:58 | KO       | サムエル・バルガス             | コロンビア     | WBAゴールド防衛2                                       |
| 17           | 2021年3月20日  | ☆    | 7R 0:36 | TKO      | モーリス・フッカー             | アメリカ合衆国 | WBOインターナショナルウェルター級王座決定戦            |
| 18           | 2021年8月14日  | ☆    | 8R 2:59 | TKO      | エギディウス・カバリアウスカス | リトアニア     | WBOインターナショナル防衛1                             |
| 19           | 2022年8月6日   | ☆    | 9R 0:27 | TKO      | マイケル・マッキンソン         | イギリス       | WBOインターナショナル防衛2                             |
| 20           | 2024年1月6日   | ☆    | 1R 2:33 | TKO      | フレデリック・ローソン         | ガーナ         |                                                        |
| 21           | 2024年4月26日  | ☆    | 1R 2:39 | KO       | トーマス・デュロルメ           | プエルトリコ   |                                                        |
| 22           | 2024年8月10日  | ☆    | 12R     | 判定 2-0 | セルヒイ・ボハチュク           | ウクライナ     | WBC暫定・世界スーパーウェルター級タイトルマッチ        |
| 23           | 2025年2月22日  | ☆    | 12R     | 判定 3-0 | イスラエル・マドリモフ         | ウズベキスタン | WBC暫定防衛1                                           |
| 24           | 2025年10月18日 | -    | -       | -        | エリクソン・ルビン             | アメリカ合衆国 | WBC暫定・世界スーパーウェルター級タイトルマッチ 試合前 |
| テンプレート |                |      |         |          |                                |                |                                                        |

## 獲得タイトル
- NABF北米スーパーライト級ジュニア王座
- WBA世界ウェルター級ゴールド王座
- WBOインターナショナルウェルター級王座
- WBC世界スーパーウェルター級暫定王座（防衛1）

## 表彰
- 2019年度リングマガジン プロスペクト・オブ・ザ・イヤー